# Siphonochilus bambutiorum
Siphonochilus bambutiorum är en enhjärtbladig växtart som beskrevs av Axel Dalberg Poulsen och John Michael Lock. Siphonochilus bambutiorum ingår i släktet Siphonochilus och familjen Zingiberaceae.
Artens utbredningsområde är Kongo-Kinshasa. Inga underarter finns listade i Catalogue of Life.